# Parque Brasil (Limache)
El parque Brasil es un parque urbano ubicado en San Francisco de Limache, en la comuna de Limache, Región de Valparaíso, Chile, situado entre la avenida Urmeneta, y las calles Baquedano, Ramón de la Cerda y Unión Árabe. En conjunto con la avenida Urmeneta, fue declarado monumento nacional de Chile, en la categoría de Zona Típica, mediante el Decreto Exento n.º 20, del 22 de mayo de 2023.

## Historia
En el año 1856, en el plano original de San Francisco de Limache, el ingeniero urbanista Ricardo Carauna diseñó un gran espacio público central de forma hexagonal denominado plaza La Glorieta, con un paisajismo correspondiente a círculos concéntricos que convergían en una glorieta central. Este proyecto no llegó a concretarse, y el sitio se mantuvo eriazo y sin modificar hasta 1876, cuando se limpió el terreno.
En 1886 el médico Jerónimo Arce llevó a cabo una transformación de la plaza, que incluyó la construcción de un cierre perimetral, el paso por el centro del parque de la avenida de las Delicias en conjunto con el ferrocarril urbano, la instalación de una pequeña glorieta, la formación de una laguna regada con las aguas del canal del Pueblo, y la plantación de árboles adquiridos en la Quinta Normal de Agricultura. Con estas obras terminadas, el área verde recibió el nombre de parque Vicuña Mackenna.
A fines del siglo xix la Municipalidad de San Francisco de Limache renombró el sitio como parque Brasil, como parte de varios cambios de denominaciones en la ciudad a raíz del término de la guerra del Pacífico. En dicho lapso de tiempo las relaciones con Brasil se consideraban decisivas debido a los conflictos con los países vecinos.
Debido a la destrucción de las viviendas de la localidad por el terremoto de Valparaíso de 1906, parte de la población creó refugios precarios alrededor de la laguna del parque. Si bien estos fueron autorizados por un plazo de seis meses, en 1908 seguían ahí, y comenzó una preocupación por el estado de la laguna, por el vertido de basura en el lugar. En el año 1925 el municipio de San Francisco decidió drenar la laguna y abovedar el canal del Pueblo.
En 1926 la municipalidad habilitó una cancha de fútbol en el lado norte del parque, gracias a gestiones del Club Deportivo Nacional. Existió la idea de construir un estadio en el lugar con el nombre del almirante Luis Gómez Carreño, pero el proyecto no se implementó. En 1943 comenzó la construcción de la pérgola del parque y de la Escuela Superior de Hombres N.º 88, inaugurada en 1944 en el polígono norte del área verde. El interés de la edificación del estadio permaneció hasta 1960 cuando en el mismo espacio se construyó el primer liceo público de la ciudad.
En 1950 la municipalidad le dio en comodato al Club de Tenis de Limache una fracción del parque donde construyeron dos canchas de tenis, y al año siguiente el municipio habilitó una cancha de básquetbol.
En 2013 el Ministerio de Vivienda y Urbanismo realizó una renovación del parque Brasil, el cual contempló la reconstrucción de pavimentos peatonales, mejoras en el alumbrado público, instalación de sistemas de riego, reubicación de máquinas de ejercicios y juegos infantiles, remodelación de la multicancha, mejora completa de escaños y la pérgola, además de la construcción de una pista de patinaje.

## Pérgola y monumentos
La pérgola Gabriela Mistral está situada en el centro del parque. Surgió por impulso del Centro de Jóvenes de San Francisco en 1943 para tener un lugar de esparcimiento. Tiene un diseño circular abierto con dos hileras de pilares dispuestos en forma de circunferencia.
Con respecto a los monumentos, el primero instalado en el parque fue el dedicado a Bernardo O'Higgins. Existe además un busto de Gabriela Mistral, y un homenaje al bombero voluntario, donado por la comunidad árabe de Limache e inaugurado en 1969.